# Ogmios
Ogmios (῍Ογμιος) war ein Gott der Gallier, den Lukian von Samosata als kahlköpfigen, mit Bogen und Keule bewaffneten alten Mann beschreibt. Er führte eine Gruppe von Männern an, die durch Ketten, die von ihren Ohren zu seiner Zunge reichten, mit ihm verbunden waren, was von einigen Forschern für ein Symbol der Beredsamkeit gehalten wird. Lukian berichtet, dass die Gallier ihn mit Herkules gleichsetzten, zwei in Österreich gefundene Fluchtafeln bringen ihn aber auch (in der ostkeltischen Tradition) mit Hermes in Verbindung.
In der irischen Mythologie ist er mit Ogma in Verbindung und somit eine der engsten gallischen Parallelen zu Ogmas Bruder Dagda.

## Etymologie
In dem von der University of Wales erstellten Lexikon der protokeltischen Sprache wird der Name von *Ogmjos hergeleitet, einem Wort, das mit dem Begriff Ackerfurche verwandt ist und übertragend auch der Beeindruckende – zum Beispiel durch Beredsamkeit, Wissen oder Führungsstärke – bedeuten kann. Die übliche Etymologie, die auf Lukian zurückgeht, bezieht sich auf die altgriechischen Wörter ogmos (Ackerfurche) und agô (Führung).

## Ogmios im Mittelalter

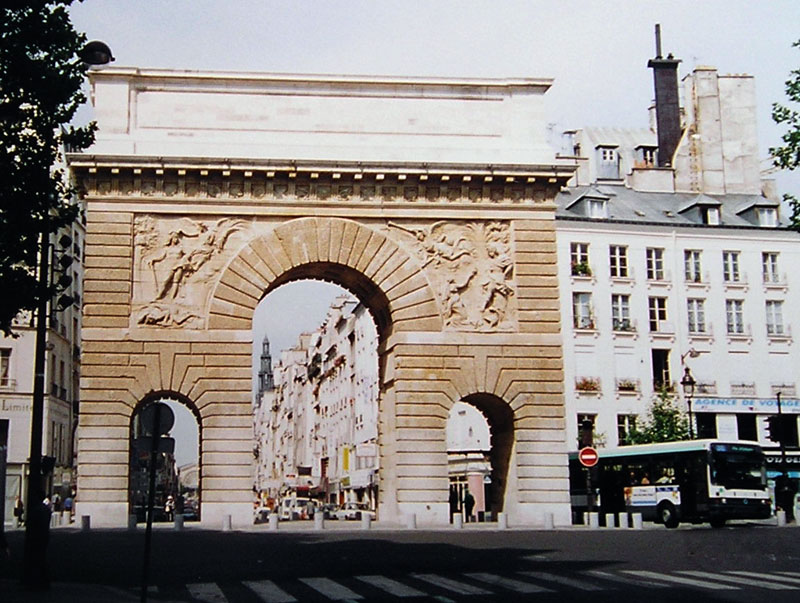
Ludwig XIV. als Ogmios/Herkules mit Keule auf der Porte Saint-Martin (links)

Nach einer (von mehreren) Legenden ist Ogmios/Herakles der Gründer von Paris. Auf seinem Weg zu den Gärten der Hesperiden sammelte er die Parrhasier aus den arkadischen Bergen um sich, siedelte sie am Fuß des Montmartre an und nannte sie Pariser. Bei seinem Einzug in die Stadt 1549 wurde König Heinrich II. von einem gallischen Herkules begrüßt; Ludwig XIV. ließ sich auf seinem Triumphbogen an der Porte Saint-Martin als Herkules mit einer Keule in der Faust darstellen.